# Tanaostigmodes haematoxyli
Tanaostigmodes haematoxyli är en stekelart som först beskrevs av Dozier 1932.  Tanaostigmodes haematoxyli ingår i släktet Tanaostigmodes och familjen Tanaostigmatidae. Inga underarter finns listade i Catalogue of Life.